# Abbaye de Marmoutier de Tours
Pour les articles homonymes, voir Abbaye de Marmoutier.
L'abbaye de Marmoutier est une ancienne abbaye de moines bénédictins située sur la rive droite de la Loire, un peu en amont de Tours.
Fondée par Martin de Tours, sans doute en 372, l'abbaye connut son apogée au Moyen Âge et ses dépendances s'étendaient dans une bonne partie de la France médiévale et jusqu'en Angleterre. Elle fut démembrée sous la Révolution française. Rachetés par les sœurs du Sacré-Cœur, les bâtiments rescapés furent restaurés et d'autres construits pour abriter un établissement d'enseignement privé toujours en activité au XXIe siècle.
La partie du site abritant les vestiges de l'ancienne abbaye a été rachetée par la ville de Tours en 1981 et des fouilles archéologiques y sont en cours depuis 2004.

## Localisation
Elle était située au nord de la Loire, face à la vieille ville de Tours. Elle correspond à un terrain de plusieurs hectares, sur lesquels subsistent les vestiges de l'ancienne église abbatiale monumentale.
Les premiers bâtiments de l'abbaye furent construits au pied du coteau, sur la rive droite de la Loire dont le trait de rive était dans l'Antiquité beaucoup plus proche du coteau, l'abbaye étant construite sur un lit d'alluvions fluviatiles qui formaient une île qui a commencé à se former vers 5 000 av. J.-C.. Par la suite, l'abbaye a étendu son emprise dans la plaine vers la Loire ainsi que sur le coteau qui la surplombait.

## Toponymie
Selon Marie-Thérèse Morlet, Marmoutier est une formation toponymique composée de deux éléments Mar- et -Moutier.
Moutier (variante moustier) est encore attesté en moyen français en tant que nom commun, il est déjà vieilli à la fin du XVIIe siècle, mais il subsiste dans certains dialectes. Il signifie « monastère » ou encore « église paroissiale ». Il est issu de l'ancien français monstier, lui-même du gallo-roman MONISTERIU (monisterium est attesté dans des inscriptions du VIIe siècle), qui procède du latin classique monasterium,,.
Le premier élément Mar- est généralement considéré comme une contraction du latin major, comparatif du latin magnus. Major a donné l'ancien français maïeur, qui possède à côté du sens principal « plus grand » des sens du latin tels que « les anciens », mais aussi le français maire. Cependant, l'utilisation d'un comparatif superlatif au sens de « très grand monastère » ou « monastère majeur » est plutôt insolite en toponymie, en outre, l'évolution phonétique aurait dû se faire régulièrement en *Mairmoutier. Il existe par ailleurs le mot gaulois maros qui signifie « grand » et qui constitue le premier élément de nombreux toponymes en Mar- dont le fréquent Mareuil qui remonte vraisemblablement à un *maro-ialon « grande clairière ».

## Histoire de l'abbaye

### Martin, le fondateur
L'abbaye fut fondée sur le lieu où, vers la fin du IVe siècle (probablement en 372), Saint Martin, alors évêque de Tours, se retira.
Voici la description qu'en donne Sulpice Sévère, l'hagiographe de Martin de Tours, vers l'an 410 :

« Pendant quelque temps, [Martin] logea dans une cellule attenante à l'église [de Tours]. Puis, ne pouvant plus supporter d'être dérangé par ceux qui venaient lui rendre visite, il s'installa dans un ermitage à deux milles environ hors les murs de la cité. Cette retraite était si écartée qu'elle n'avait rien à envier à la solitude du désert. D'un côté, en effet, elle était entourée par la falaise à pic d'un mont élevé et le reste du terrain était enfermé dans un léger méandre du fleuve de Loire ; il n'y avait qu'une seule voie d'accès, et encore fort étroite. »

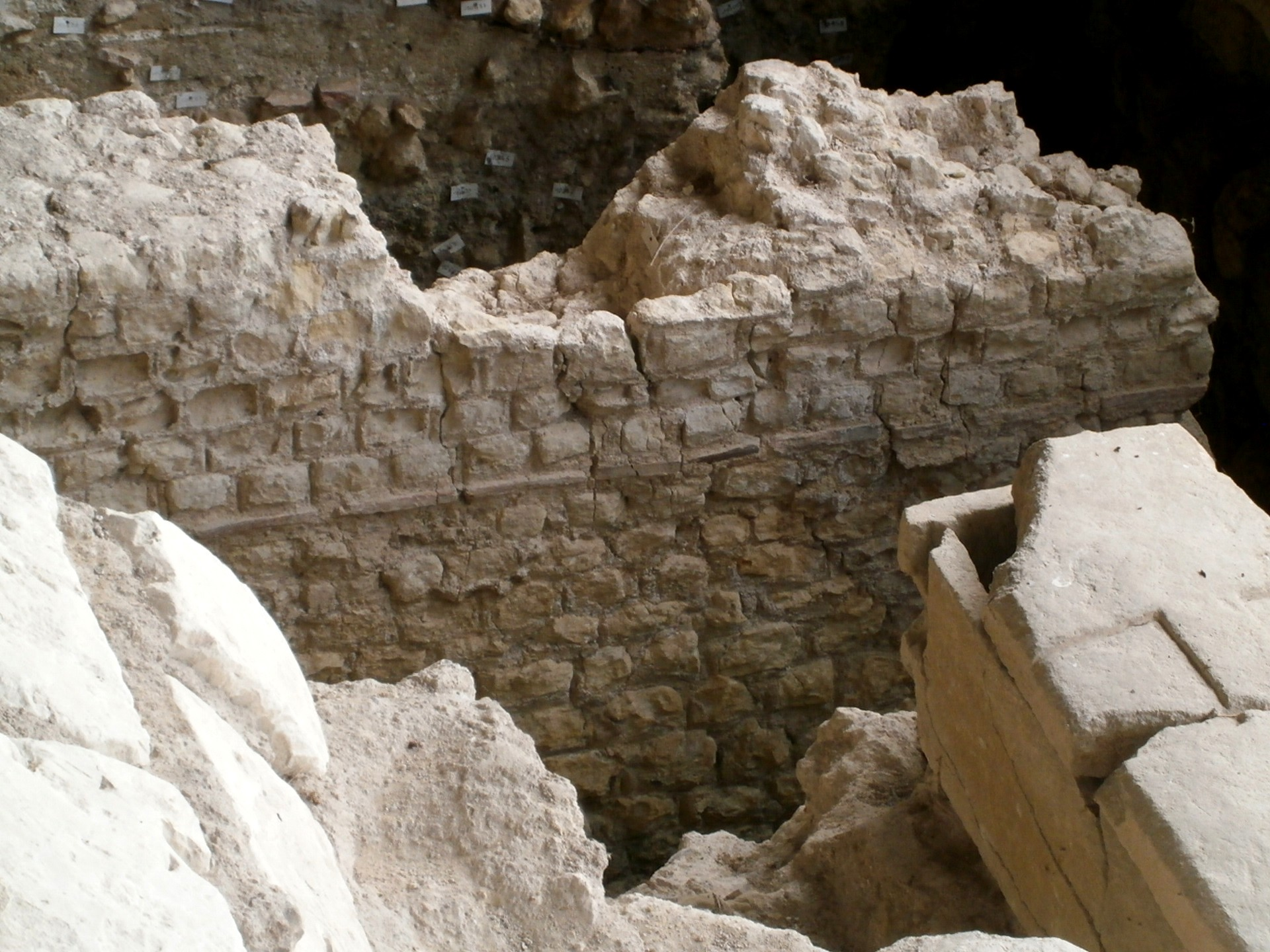
Vestige antérieur à l'abbaye.

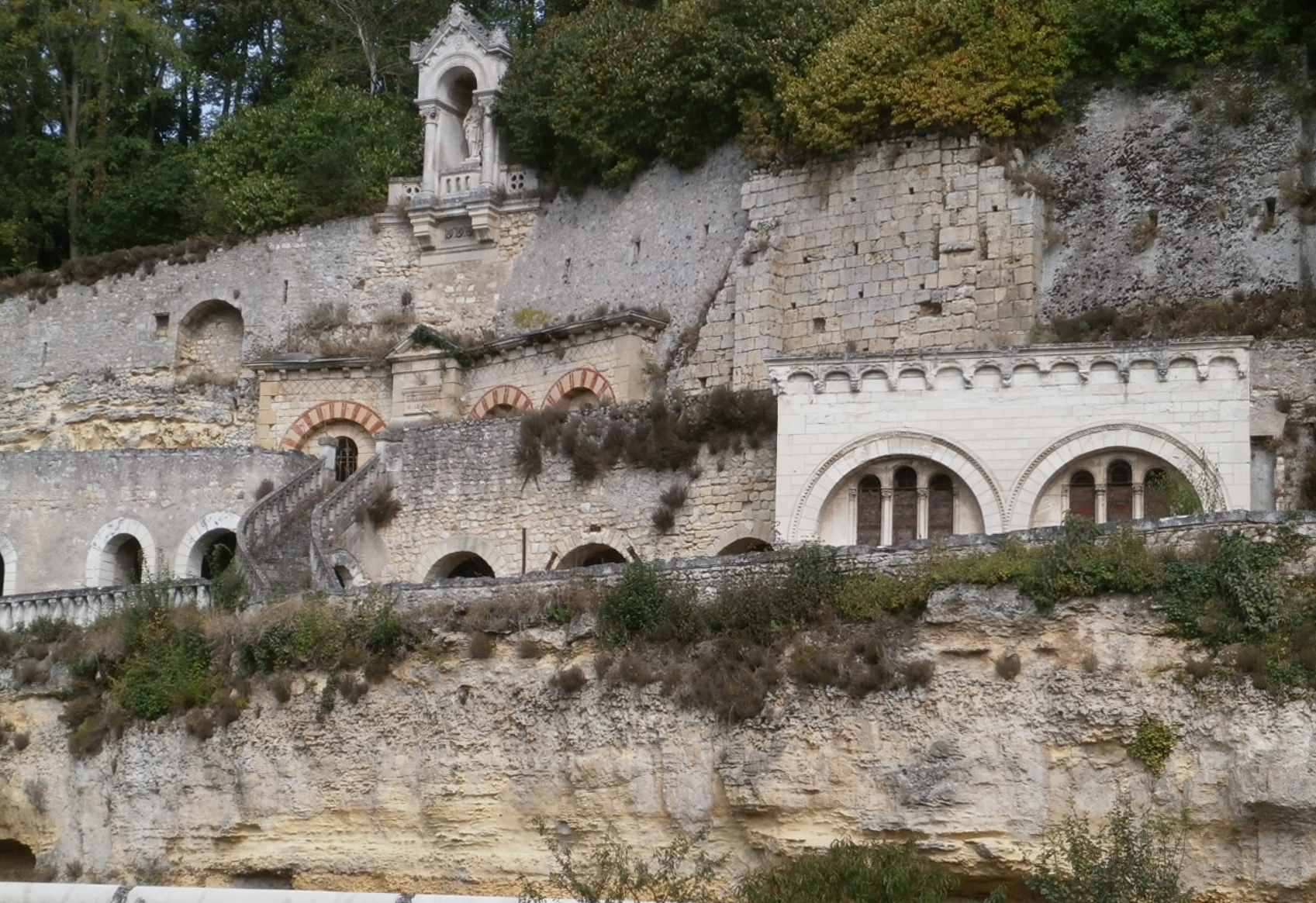
Anciennes grottes des ermites.

En fait, l'endroit n'est peut-être pas aussi isolé que Sulpice Sévère le laisse entendre. Les fouilles réalisées sur le site ont mis en évidence l'existence d'aménagements dès le Ier ou le IIe siècle et la construction de bâtiments dès le Haut-Empire romain. La voie antique d'Orléans à Angers par la rive droite de la Loire passant à proximité du site, au pied du coteau, certains archéologues voient dans ces bâtiments une station routière associée à la voie ; un pont du Bas-Empire romain construit sur la Loire un peu plus à l'ouest en facilitait l'accès depuis Tours. Il n'est pas possible, au regard des données archéologiques disponibles, de préciser à quel moment de son épiscopat (entre 371 et 397) Martin vint s'installer sur ce site. Martin occupe une cella creusée dans le rocher, et certains de ses compagnons font de même. Les bâtiments communs étaient, dans un premier temps, réduits au strict minimum : un réfectoire et une église dédiée à saint Pierre et saint Paul ; on n’a retrouvé aucune trace avérée de cette église, supposée avoir été construite au pied du coteau, peut-être une pièce de la villa transformée en oratoire. Marmoutier ne fut pas, du moins au début, la résidence « principale » de Martin, qui devait concilier sa vocation érémitique et les obligations de sa charge d’évêque de Tours l’obligeant à de nombreux voyages à travers son diocèse.
À la fin son épiscopat, en 397, Martin est entouré de quelque quatre-vingt compagnons.

### Le Haut Moyen Âge: une période parfois difficile
Peu à peu l'abbaye se construit, un scriptorium est édifié, puis une seconde église sous l'épiscopat de Volusien. Cet édifice n'est pas localisé, mais il pouvait se situer au pied du coteau. Grégoire de Tours (539-594) sera le premier à employer le terme de Marmoutier (majus monasterium = grand monastère). Au Ve ou au VIe siècle, les moines de Marmoutier auraient pu disposer d'un oratoire sur l'autre rive de la Loire, dans un édifice qui deviendra plus tard la chapelle Saint-Libert. Dès le milieu du IXe siècle, en 850, l'édifice, qui a probablement fait l'objet d'une reconstruction complète sous l'impulsion de son abbé régulier Renaud et de son frère Vivien quelques années auparavant, est alors administré par une communauté de chanoines.
En 852 — ou, selon M. H. Cottineau, en 853 —, alors qu'elle compte environ 150 moines, l’abbaye est attaquée par le chef viking Hasting,,. C'est le massacre et le pillage : 115 religieux périssent,. Cette tradition transcrite dans les chroniques médiévales n'est pas confirmée par les sources archéologiques : les vestiges ne témoignent d'aucune phase d'abandon du monastère,. Néanmoins, et bien qu'il soit encore occupé, l'édifice religieux, totalement ravagé, se présente dès lors, et pendant quasiment un siècle, comme une « annexe » de la collégiale Saint-Martin, autre bâtiment voué au culte du saint martinien et situé à Candes. Environ 130 ans après cet évènement, en 982, l'abbaye, grâce à l'intervention du comte de Blois Eudes II, est alors remise aux mains des religieux saint-martiniens,.

### Le renouveau et le temps de la puissance

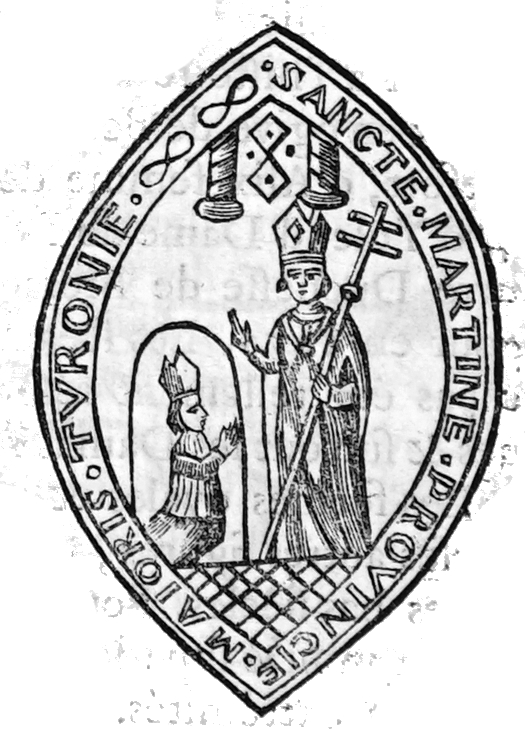
Sceau de l'abbaye d'après Muratori.

L'abbaye ne reprend vie qu'à la fin du Xe siècle. L'abbé Mayeul (c. 910-994) viendra alors de Cluny avec treize religieux afin de restaurer la vie monastique. En 1047, le jeune duc de Normandie, Guillaume, le futur Conquérant, après sa victoire à la bataille de Val-ès-Dunes, donne à l'abbaye une partie des biens situés à Guernesey du baron révolté Néel II de Saint-Sauveur,. Ultérieurement, une dédicace, datée 1096 et signée du pape Urbain II, met en évidence que le monument, sous sa nouvelle forme à caractère roman, aurait été probablement réédifié sous l'impulsion de l'abbé Barthélémy. Guillaume le Conquérant, qui érige son équivalent, l'abbaye « Saint-Martin de la Bataille » dans le Sussex de l'Est (Angleterre), finance en partie la reconstruction du monument, essentiellement celle du dortoir et du réfectoire.
En 1198, le pape Innocent III donne à l'abbaye une bulle confirmant la propriété du couvent de Saint-Magloire de Léhon. Vers 1121, Robert, évêque de Cornouaille, donne par une charte de donation l'île et l'église de Saint-Tutuarn à l'abbé Bernard et aux moines de l'abbaye de Marmoutier. L'abbaye se développe et on édifie la chapelle des malades, le cloître de l'infirmerie, la chapelle de l'abbé, le portail de la Mitre et entre 1210 et 1227 le portail de la Crosse (toujours intact). L'art médical est enseigné à Marmoutier dès le second quart du XIe siècle. L'enseignement de l'art médical est alors principalement exercé par quatre moines : Garin (ou Garinus), Inisien, Jean et Raoul Leclerc (ou Raoul Mal Couronne),,. Les échanges avec la ville de Tours sont favorisés par la construction, dans la première moitié du XIe siècle, d'un pont sur la Loire.
En 1070, une nouvelle église de style roman est mise en chantier sur l’emplacement de l’église du Xe siècle. Bâtie sur un plan somptueux, elle comporte un déambulatoire et un transept double (dispositif rare en Val de Loire). Urbain II consacre cette église en 1096. La tour des Cloches, toujours debout, date de cette phase de constructions. À la même époque, l’église paroissiale Saint-Nicolas, située en dehors du périmètre de l’abbaye, s’entoure d’un cimetière laïc, dans un secteur peut-être habité.
À partir de 1214, Hugues des Roches réorganise l’ensemble du monastère et entreprend l’édification d’une nouvelle grande abbatiale gothique, la plus belle de Touraine selon des pèlerins ; elle aussi englobe les églises précédentes. La façade, ornée de deux tours qui ne seront jamais couronnées de flèches ainsi qu’une grande nef à trois corps sont construites de 1218 à 1227 ; après une pause de 35 ans dans les travaux, Robert de Flandres érige le chœur de l’abbatiale entre 1263 et 1296 et les travaux sont poursuivis par son successeur Eudes de Bracieux (1296-1312) ; enfin, sous la direction de Jean de Mauléon, entre 1312 et 1330, un narthex pourvu de cinq porches vient couvrir la façade et la relie à la tour des Cloches. Une fois achevée, cette abbatiale mesure 112 mètres de long, soit 15 mètres de plus que la cathédrale Saint-Gatien de Tours qui vient d'être terminée ; cette différence de dimensions n'est certainement pas fortuite, s'inscrivant dans une « guerre de prestige » entre les moines de Marmoutier, ceux de la basilique Saint-Martin et le chapitre cathédral de Tours. « L'église de Saint-Martin est belle, celle de Saint-Gatien est plus belle, celle de Marmoutier est la plus belle. » : ainsi s'exprimait un pèlerin à la fin du XVe siècle. Hugues des Roches est également le bâtisseur de la ferme de Meslay, ancien prieuré dépendant de l'abbaye. La branche nord du transept aboutissait à la cella que saint Martin aurait habitée. À l’est du chœur, deux chapelles, dédiées à Saint-Benoît et à Notre-Dame du Chevet ont également été édifiées. Les proportions inhabituelles de l’église (chœur presque aussi long que la nef) sont révélatrices du nombre de moines que devait accueillir l’édifice pendant les offices. Le revêtement du sol de certaines chapelles absidiales, en carrelage et mosaïques à motifs, habituellement réservé aux châteaux, en dit long sur la richesse de l’abbaye à cette époque. La faible largeur du transept est dictée par les contingences topographiques.
Aux alentours de 1300, Simon le Maye entreprend d’entourer l’ensemble des terres de Marmoutier d’une nouvelle enceinte haute de 5 m qui escalade le coteau et se raccorde au portail de la Crosse. En 1330 le manoir de Rougemont est édifié sur le coteau pour servir de logis abbatial. Le domaine enclos par l'enceinte couvre alors dix-huit hectares dont sept sur le coteau et 11 à son pied.

### Guerre de Cent Ans et conflits religieux: la décadence
En 1360, l'abbaye est pillée par des routiers qui s'en servent comme camp de base. Le nombre des moines passe de 80 à 20.
Au XVe siècle, Marmoutier représentait une autorité régionale presque aussi puissante que le chapitre de Saint-Martin et que la ville de Tours avec laquelle elle entrera fréquemment en conflit, notamment en ce qui concerne les frais de réparation du pont roman d’Eudes II auxquels Marmoutier refusait de participer. Les digues de protection de l’abbaye contre les crues de la Loire furent aussi accusées de rejeter les flux et les inondations vers la rive gauche et vers Tours ; une digue, détruite sur ordre de Louis XI en 1480, fut aussitôt reconstruite.
En 1539, avec la mort de Philippe Hurault, disparaît le dernier abbé régulier de Marmoutier, qui passe jusqu’à la Révolution sous le régime des abbés commendataires.
En 1569, des protestants emmenés par le prince de Condé pillent l'abbaye après avoir tenté, sans succès, de démolir l'abbatiale, comme ils avaient réussi à le faire, un an plus tôt, pour la cathédrale Sainte-Croix d'Orléans.

### La tutelle mauriste

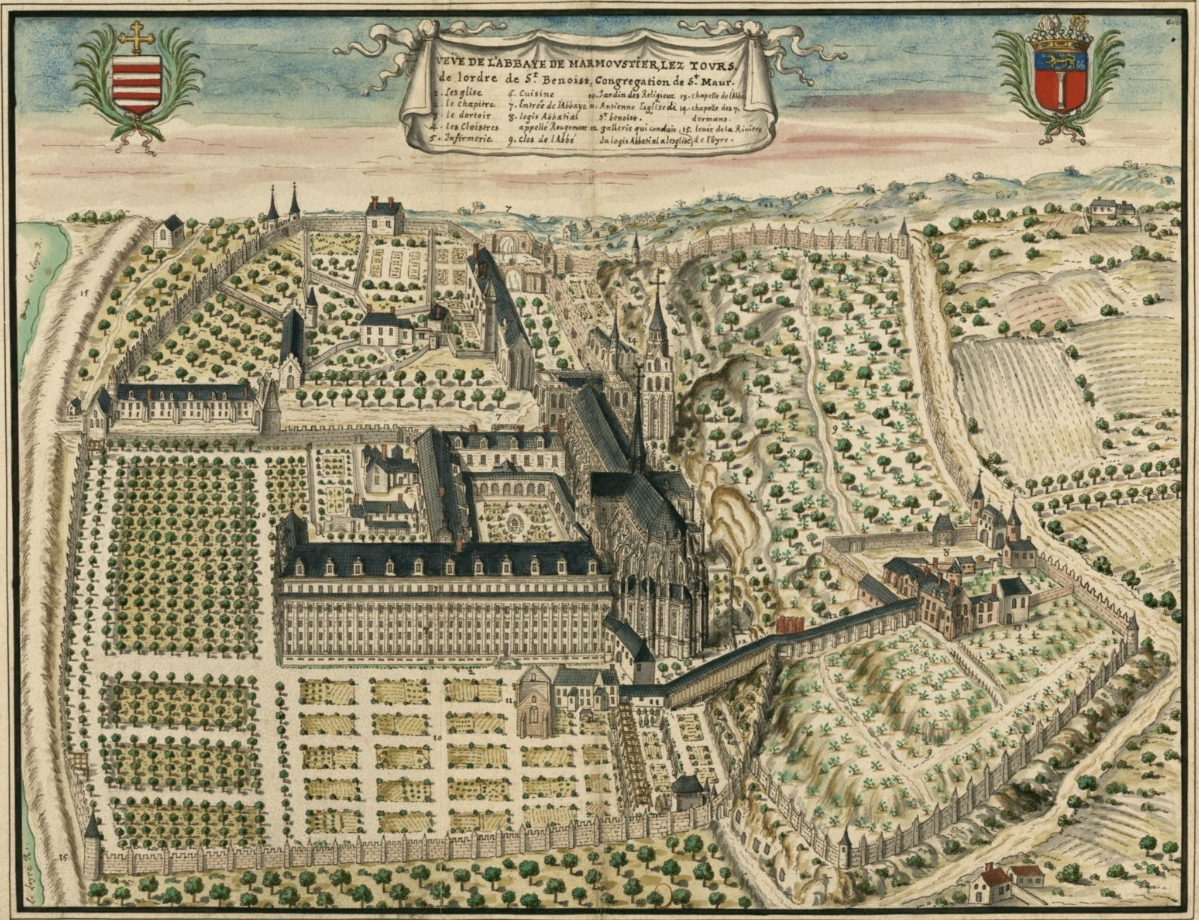
Vue de l'abbaye de Marmoutier.

En 1637, Marmoutier devient, par décision de son abbé le cardinal de Richelieu, une abbaye commendataire de la Congrégation de Saint-Maur et se transforme rapidement en un important centre intellectuel sans rien perdre de sa richesse temporelle, justifiant le dicton : 

« De quelque costé que le vent vente, Marmoutier a cens et rente. »

Sous l'impulsion des mauristes, les bâtiments, très endommagés, sont reconstruits, la restauration étant jugée difficile et encore plus coûteuse. Les terrasses, à l'est de l'abbaye, sont aménagées, un grand dortoir et une grande hôtellerie sont édifiés, délimitant un nouveau cloître.
Au début du XVIIIe siècle, la figure de dom Edmond Martène (1654-1739) renforce encore cette tradition érudite. Ce savant moine rédige entre autres une Histoire de la congrégation de Saint-Maur, restée inédite jusqu'au XXe siècle, et une importante Histoire de l'abbaye de Marmoutier, éditée au XIXe siècle.

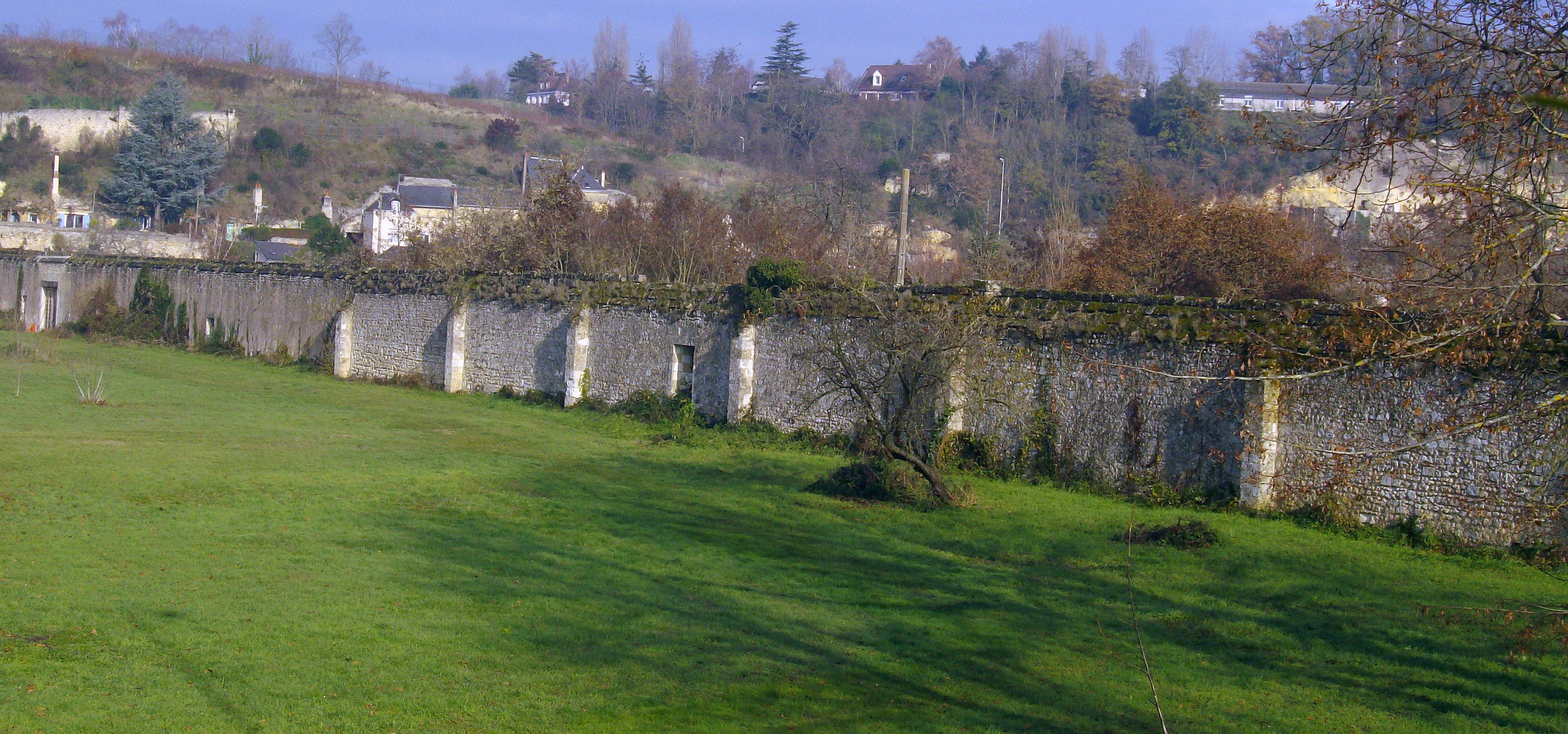
Mur d'enceinte de l'abbaye.

### La Révolution signe la fin de la grande abbaye
La Révolution de 1789 disperse à nouveau les moines, le mobilier est vendu et Marmoutier devient un hôpital militaire destiné notamment à accueillir 4 000 blessés de la guerre de Vendée entre 1793 et 1796 ; en 1799 les bâtiments, à l'abandon depuis trois ans, sont vendus comme biens nationaux ; et les destructions vont commencer par la grande abbatiale gothique, deux gravures de 1802 montrent qu'il ne reste déjà plus que la nef et la façade de l'abbatiale, qui seront totalement démontés en 1809, car un plan de 1809 pour l'établissement d'un dépôt de mendicité, montre que la grande église n'existe déjà plus, les bâtiments monumentaux des mauristes, vont servir d'écurie pour les gardes d'honneurs des régiments napoléoniens, de 1810 à 1814, et à nouveau vendus en 1818, ils sont démolis en deux ans et servent de carrière de pierres. Les grandes granges et les grandes écuries seront elles détruites vers 1822, comme le montre une gravure de 1822. Malgré de très nombreuses demandes des élus de la ville de Tours, pour sauver cette abbaye de la destruction, rien ne fut sauvé, même le grand escalier du bâtiment du réfectoire fut détruit et a servi à d'autres constructions.

### La reprise par les sœurs du Sacré-Cœur
En 1819 les bâtiments sont pour beaucoup détruits (en particulier l'église abbatiale). Mais les sœurs du Sacré-Cœur achètent ce qu'il en reste et entament en 1847 une restauration et une reconstruction dont les travaux sont terminés en 1897, à l'occasion du quinzième centenaire de la mort de saint Martin. Une nouvelle chapelle est édifiée au sud du site (1856), le portail de la Crosse et la grotte du Repos de Saint-Martin sont restaurés. Comme cette période coïncide avec la découverte du tombeau de saint Martin à Tours (1860), les pèlerinages reprennent de l'importance et les restaurations de lieux ayant accueilli, selon la tradition, les premiers chrétiens de Touraine, se multiplient : chapelle de saint Gatien, grotte des Sept-Dormants, reconstruite en 1881 après un éboulement, grottes de saint Patrick et de saint Léobard, (1886 et 1887).
Madeleine-Sophie Barat fonde l'institution Marmoutier en 1848 et y installe un établissement d'enseignement catholique.
Marmoutier est à nouveau un hôpital militaire de 1914 à 1917, dans les bâtiments du pensionnat des Dames du Sacré-Cœur. Pendant la Seconde Guerre mondiale Marmoutier est réquisitionné par l'armée allemande.
En 1947, François Mitterrand fait une visite d'État pour remercier les résistants tourangeaux d'avoir caché de nombreux juifs dans les caves à vin. En 1964, l'ancienne commune de Sainte-Radegonde-en-Touraine où l'abbaye est située est rattachée à Tours.

## Trésoriers de l'abbaye
- 960 : Ardouin, ou Hardouin, archevêque de Tours, et trésorier de Marmoutier[24]

## Les possessions de l'abbaye
Au sein du diocèse de Tours, l'abbaye a possédé neuf prieurés possédés par l'abbatiat de Marmoutier ainsi que d’autres.
La carte suivante donne les noms des neuf prieurés et leur situation géographique au sein du département d'Indre-et-Loire :

## L'établissement d'enseignement
Aujourd'hui Marmoutier est un établissement scolaire catholique qui rassemble plus de 1 200 élèves et étudiants. L'enceinte renferme une école, un collège, un lycée général (1988), un lycée technologique (1968), un lycée professionnel, mais aussi un établissement d'enseignement supérieur depuis 1984.
Deux internats filles et garçons de la troisième à la terminale y sont présents.

## Fouilles archéologiques et vestiges
Charles Lelong, maître de conférences en histoire de l'art à l'université de Tours, organise à Marmoutier des interventions archéologiques annuelles entre 1974 et 1983. Ses travaux ont principalement porté sur l'église abbatiale (détruite en 1809).
Il existe à Marmoutier une grande maquette, réalisé par monsieur Alain Desprez, qui avait travaillé avec monsieur Charles Lelong, pour cette réalisation.
Il existe aussi dans les réserves de la Société archéologique de Touraine, des restes d'une très grande maquette, réalisée au XVIIIe siècle.
De nouvelles recherches portent actuellement sur le site, la principale étant la reprise des fouilles sous la direction d'Élisabeth Lorans, professeur d'archéologie médiévale (UMR CITERES 6173, Laboratoire archéologie et territoires à l'université de Tours). La partie concernée par les fouilles appartient à la ville de Tours et est partiellement ouverte aux visites.
Il subsiste de nombreux vestiges de l'ancienne abbaye :
- les grottes des premiers ermites, creusées dans le coteau à l’ouest du site ; parmi elles la chapelle des Sept Dormants censée renfermer les tombeaux de plusieurs disciples de Martin et la Galerie des Solitaires, dont l’entrée a été réaménagée au XIXe siècle, l'architecture néo-byzantine de l’époque associant dans les arcades la pierre et la brique ;
- les vestiges de trois églises successivement bâties au même emplacement (Xe, XIe et XIIIe siècles) ont été mis au jour par les différentes campagnes de fouilles ;
- au sud, le portail de la Crosse reste toujours l’entrée principale de Marmoutier ; il se trouve maintenant précédé par un portail moderne. Il est surmonté d’une galerie percée de fenêtres étroites et servant à la défense de la porte ;
- l’enceinte fortifiée du XIVe siècle a subsisté presque intacte sur une grande partie de sa longueur, bien que partiellement reconstruite au XVe et au XVIIIe siècle et partiellement démolie pour laisser place à l'autoroute A10 ;
- la maison du Grand Prieur est constituée de la partie ouest de l’ancienne hôtellerie. Des fouilles archéologiques sont en cours depuis 2004 dans la partie arasée de ce bâtiment pour tenter d’en comprendre l’histoire complexe[Lor 11] ;
- seule construction contemporaine de l’abbatiale romane du XIe siècle, la tour des Cloches, ainsi dénommée parce qu’elle abritait les cloches de l’abbatiale, se dresse presque à flanc de coteau, au nord-ouest immédiat de l’ancien narthex de l’abbatiale gothique, auquel elle était directement reliée ;
- le mur d’extrémité du bras nord du transept, seul vestige de l’abbatiale gothique en élévation, aboutit à la grotte du « Repos de Saint-Martin », utilisée par l’évêque de Tours et située en hauteur. Cette grotte, détruite lors d'éboulements du coteau, a été reconstruite au XIXe siècle ;
- un portail du XVIIIe siècle, situé tout à l’ouest de l’enceinte, au pied du coteau, permettait aux pèlerins de se rendre directement à l’abbatiale et à ses dépendances sans passer par la partie de l’abbaye réservée aux moines. L’entrée primitive du monastère se situait déjà probablement à ce niveau avec accès par la voie antique, avant la construction du portail de la Crosse et l’extension des bâtiments vers le sud.

Vestiges et fouilles en cours.
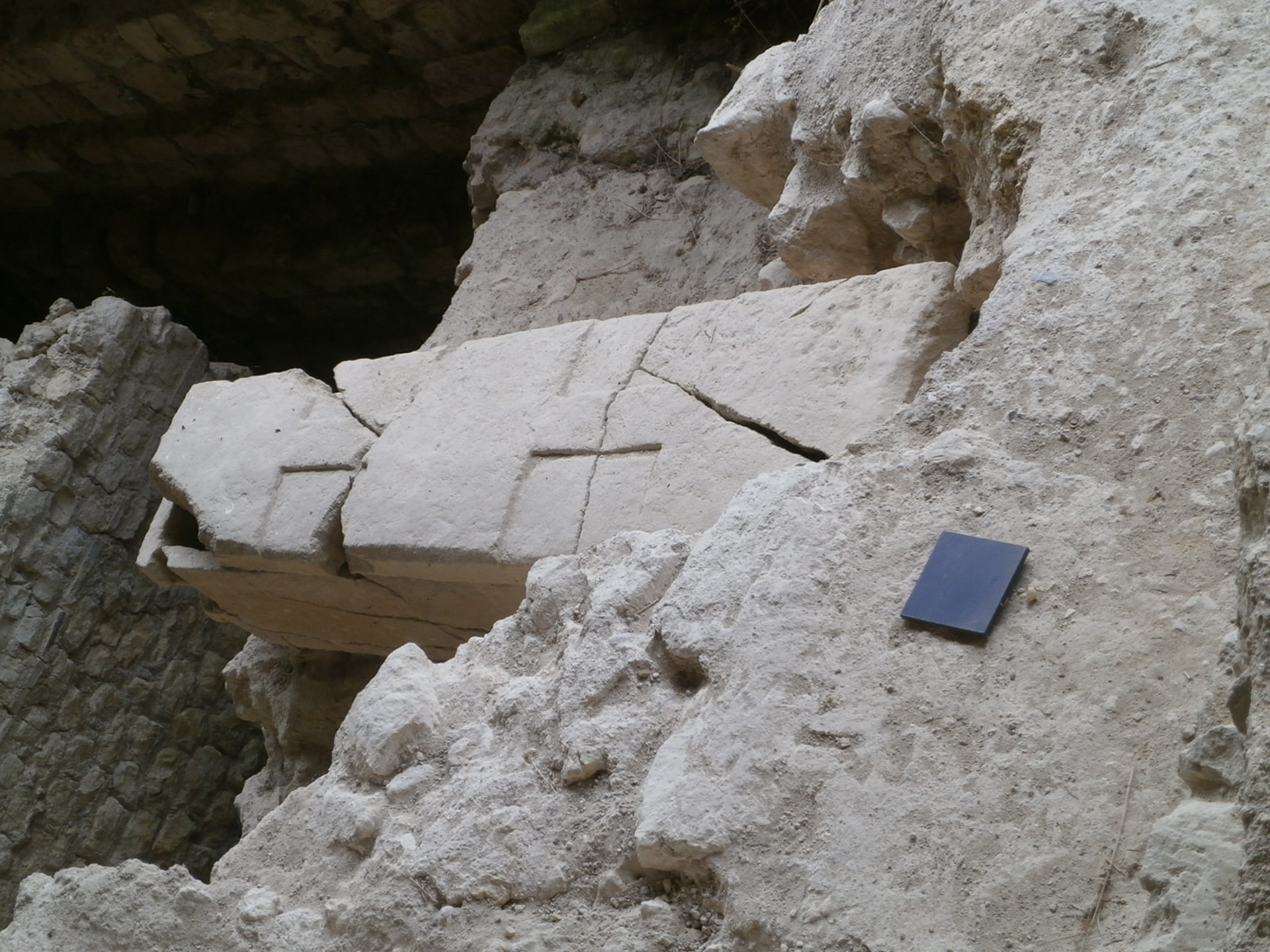
Sarcophage médiéval dans la crypte de l'ancienne abbatiale.
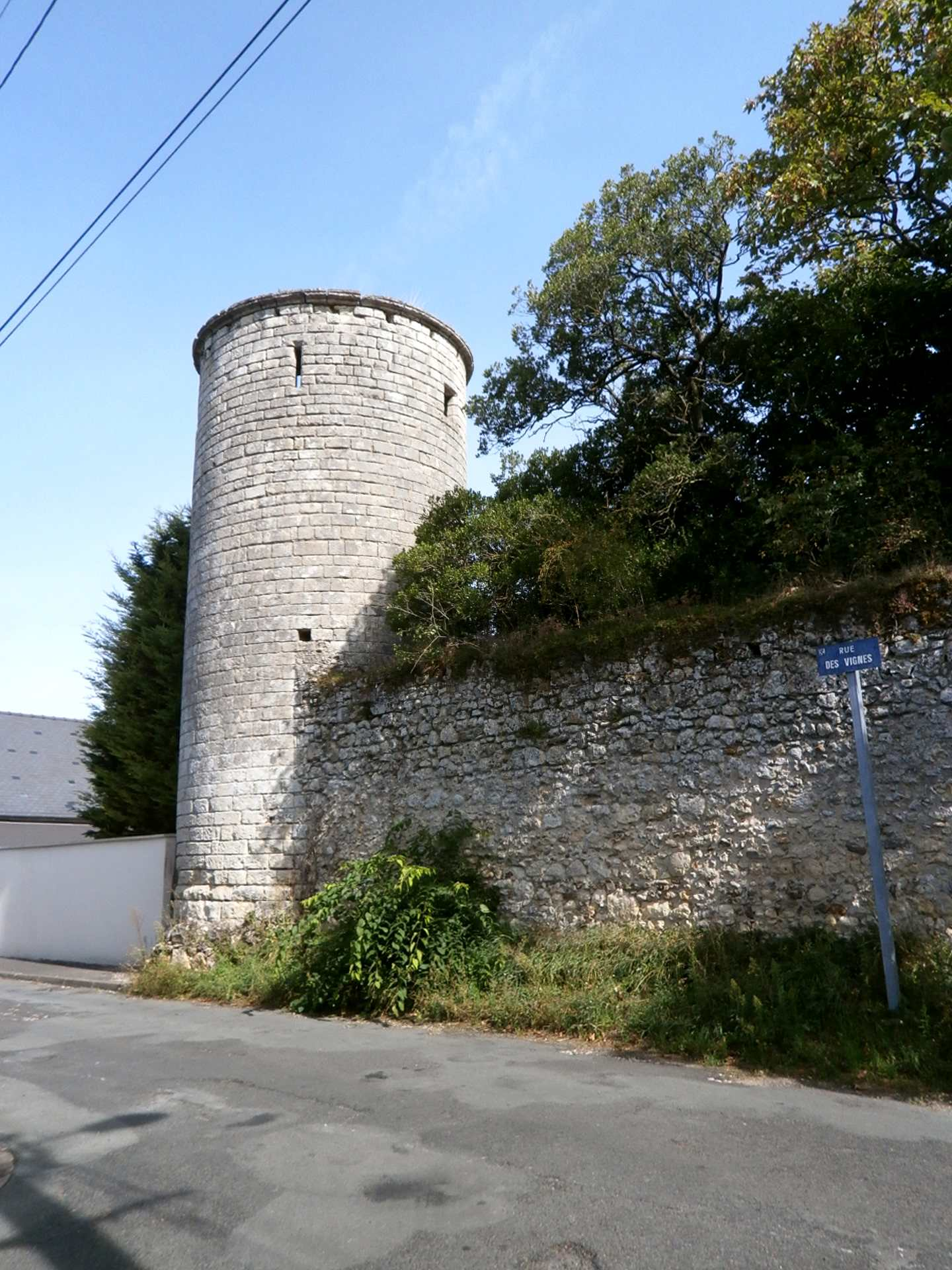
La tour du Hibou.
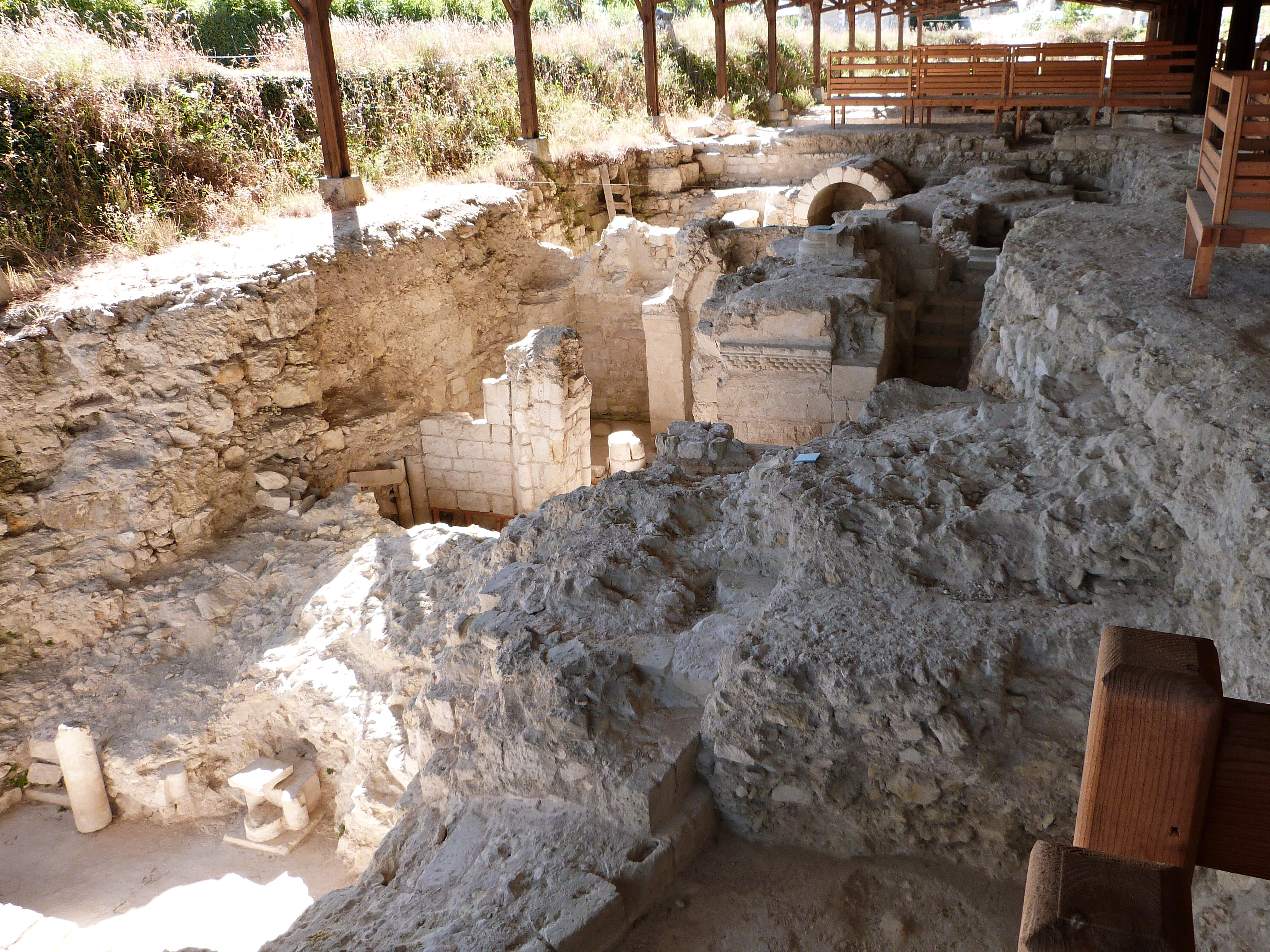
Les anciennes abbatiales en cours de fouilles.
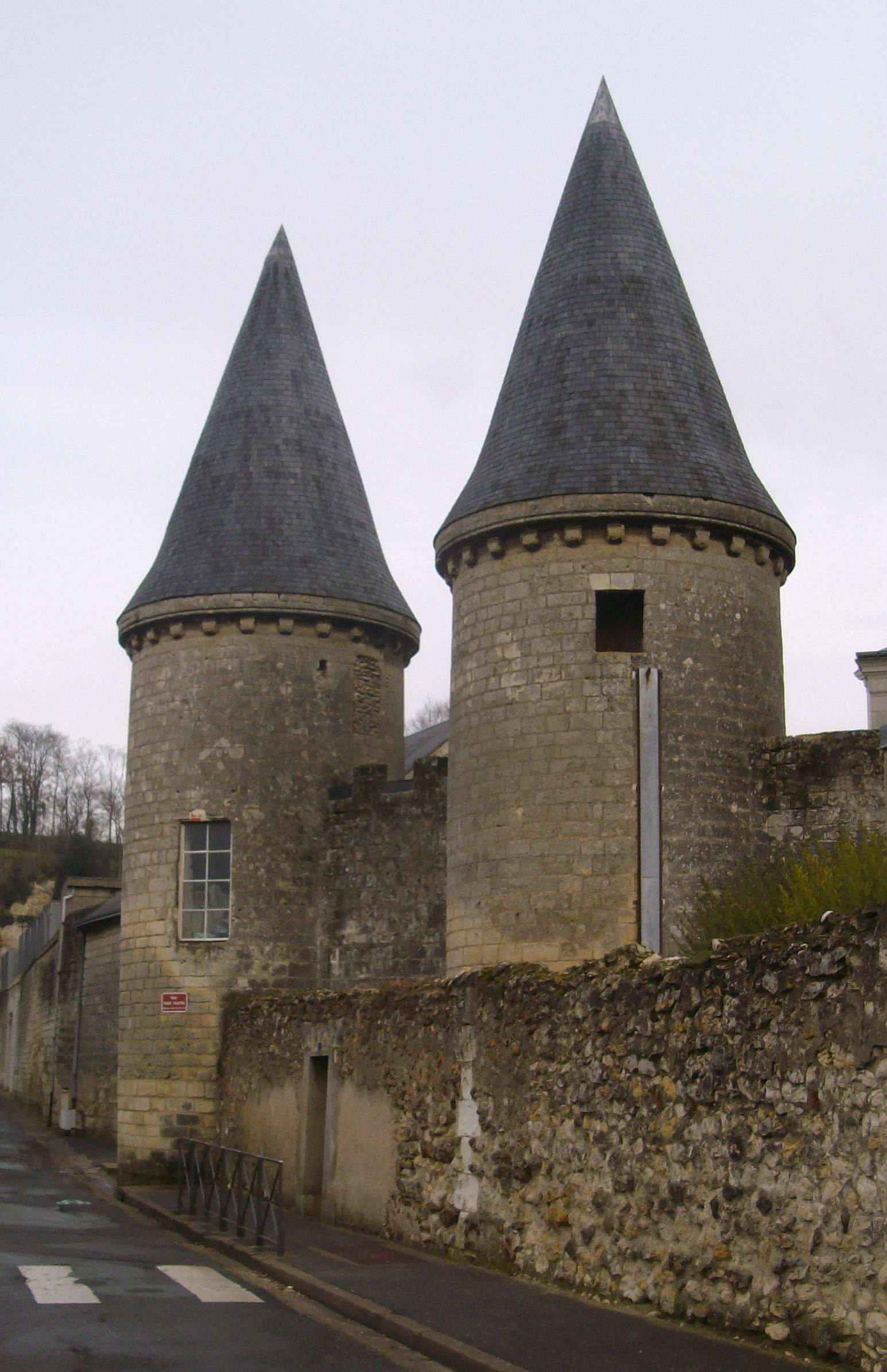
Tourelles, rue Saint-Martin.
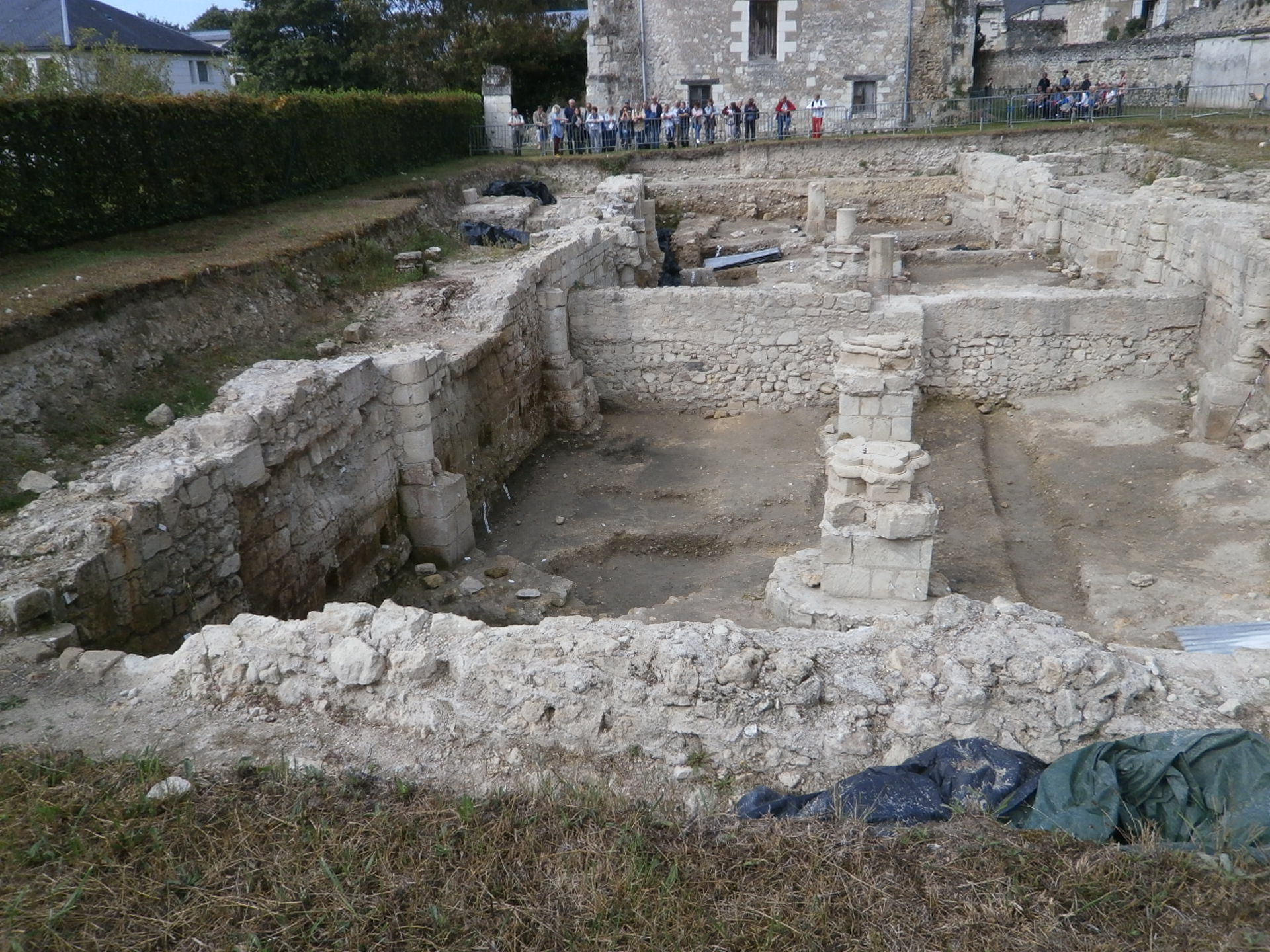
L'hôtellerie en cours de fouilles.
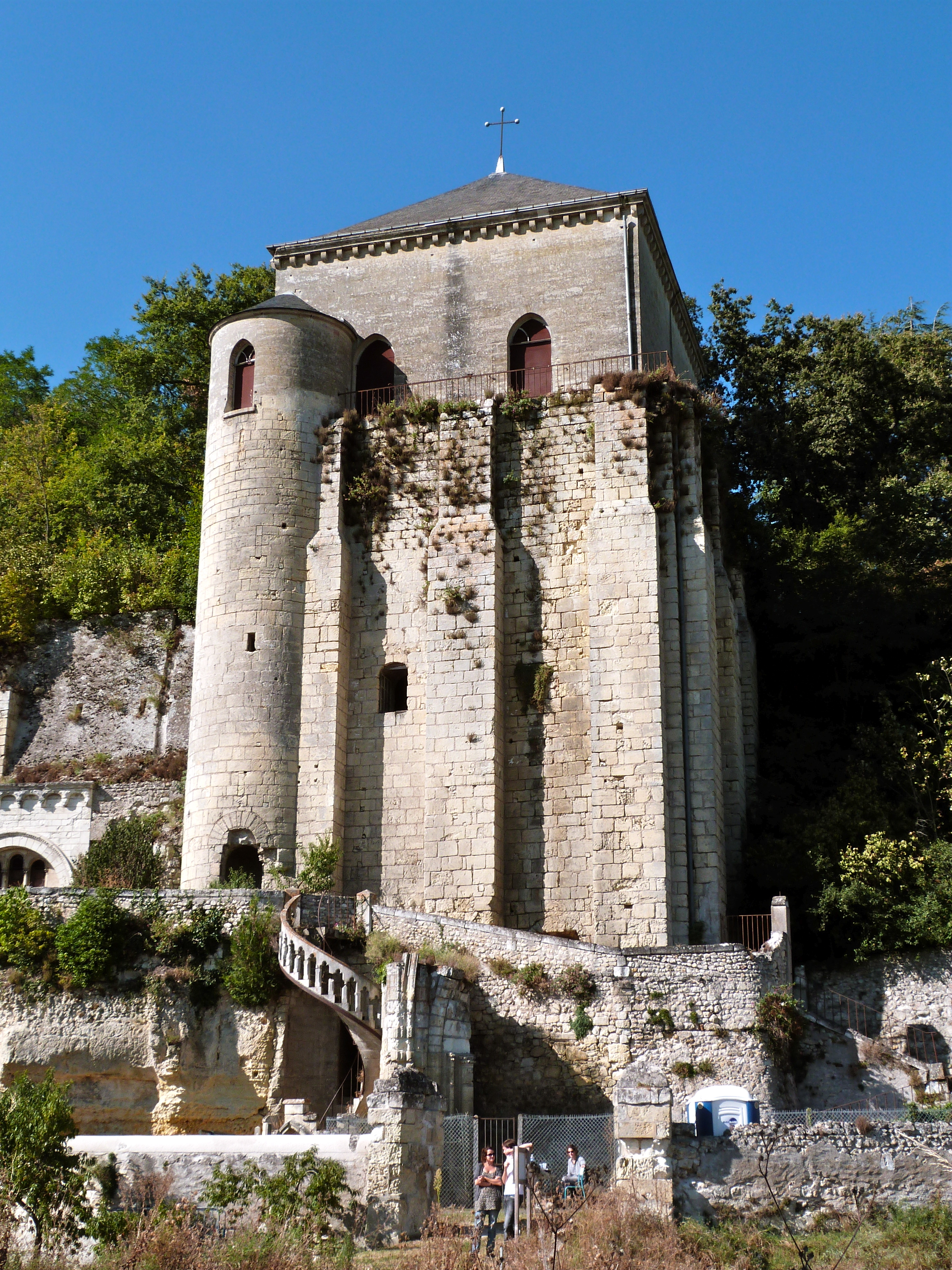
Vestige sur le coteau : la tour des Cloches.